# Рі Хан Дже
Рі Хан-Дже (кор. 리한재, нар. 27 червня 1982, Курасікі, Японія) — північнокорейський футболіст, півзахисник клубу «Матіда Зельвія».
Виступав за національну збірну Північної Кореї.

## Клубна кар'єра
У дорослому футболі дебютував 2001 року виступами за команду клубу «Санфречче Хіросіма», в якій провів вісім сезонів, взявши участь у 151 матчі чемпіонату.
Згодом з 2010 по 2013 рік грав у складі команд клубів «Консадолє Саппоро» та «Ґіфу».
До складу клубу «Матіда Зельвія» приєднався 2014 року. Станом на 29 жовтня 2017 відіграв за команду з Матіди 104 матчі в національному чемпіонаті.

## Виступи за збірну
2004 року народжений в Японії гравець дебютував в офіційних матчах у складі національної збірної Північної Кореї, за яку протягом двох років провів 7 матчів.

## Титули і досягнення
- Володар Суперкубка Японії (1):

«Санфречче Хіросіма»: 2008